# Amrowleh
Amrowleh (persiska: امروله, عَمر اللَّه, اَمرولَّه, اَمرولِه) är en ort i Iran.   Den ligger i provinsen Kurdistan, i den nordvästra delen av landet, 400 km väster om huvudstaden Teheran. Amrowleh ligger 1 891 meter över havet och antalet invånare är 345.
Terrängen runt Amrowleh är platt åt sydost, men åt nordväst är den kuperad. Amrowleh ligger nere i en dal.Runt Amrowleh är det ganska tätbefolkat, med 58 invånare per kvadratkilometer. Närmaste större samhälle är Mīrakī, 19,1 km söder om Amrowleh. Trakten runt Amrowleh består i huvudsak av gräsmarker.